# GameTime
GameTime era un programma televisivo italiano di genere rotocalco basato sui videogiochi, ideato da Roberto Buffa e andato in onda dal novembre 2010, inizialmente su Odeon TV.
Il programma analizzava e creava videorecensioni sui videogiochi appena usciti, sulle console e sui componenti da gioco per PC. I conduttori erano Roberto Buffa, Raffaele Cinquegrana, Raffaele Sogni e Sebastiano Bedino, ogni presentatore aveva il suo spazio e la sua specializzazione, dalla recensione del nuovo videogioco, alla recensione dei giochi per smartphone, alla retrorecensione e così via.

## Storia
La trasmissione è nata da un'idea di Roberto Buffa e trasmessa su Odeon TV dal novembre 2010 al giugno 2012. Dal settembre 2012 è in onda sul canale satellitare AXN Sci-Fi ogni settimana il sabato alle 12:40. Attualmente la trasmissione è condotta in studio da Roberto Buffa, Raffaele Cinquegrana, Raffaele Sogni e Sebastiano Bedino. Intervengono inoltre Alessandro "Stermy" Avallone e Roberto Sannino. In regia Max Pozzi.
in onda ogni sabato alle 12.30 su AXN Sci-Fi. Le puntate sono inoltre disponibili sul canale ufficiale YouTube.
A partire dal 21 novembre 2015 tramite un post sulla pagina Facebook ufficiale Roberto Buffa annuncia in un breve video che la trasmissione non sarà più trasmessa in TV, bensì solo su YouTube e Facebook, con cadenza settimanale ed alla stessa ora.